# 公摩鑾·貼帕里拉
頌德·拍·訕攀他旺特·昭華·丹·公摩鑾·貼帕里拉（1759年—1805年），原名丹（ตัน），暹羅王子。他是拉瑪一世的外甥。在越南史料中他被稱為昭曾。
貼帕里拉是拉瑪一世的姐姐西·索達拉公主（เจ้าฟ้ากรมพระศรีสุดารักษ์）和華人丈夫所生的兒子。他有一個姐姐名叫西·索里炎德拉，後來成為拉瑪二世之妃。
1783年，越南的阮主阮福映請求暹羅軍隊驅逐西山軍，奪回嘉定（今胡志明市）。1785年，貼帕里拉率領50000人與阮福映一起攻打西貢，披耶·威七那龍（Phraya Wichitnarong）則率軍經過柬埔寨，在那裡召集高棉士兵加入軍隊。柬埔寨大臣昭披耶·阿派普貝則率領5000人柬埔寨軍隊協助。他們在瀝涔吹蔑之戰中大敗，逃回暹羅。拉瑪一世暴怒，準備處罰他。但國王的兩位姐姐給予他赦免。
1804年，貼帕里拉被授權同披耶·裕瑪拉（Phraya Yomarat）一起進攻清萊府。
他是Devahastin na Ayudhya家族的祖先。